# Park Bieńkowicki
Park Na Skraju , to niewielki park we Wrocławiu położony na osiedlu Bieńkowice. Nazwa parku została nadana § 1 pkt 25 uchwały nr LXXI/454/93 Rady Miejskiej Wrocławia z dnia 9 października 1993 roku w sprawie nazw parków i terenów leśnych istniejących we Wrocławiu. Park utworzony został w 1907 r.. Park położony jest przy ulicy Koreańskiej, która dzieli jego obszar na dwie części. Na południe od parku przebiega granica Wrocławia, za którą położona jest wieś Iwiny.